# Химено, Роман
Роман Химено-э-Ибаньес (исп. Román Jimeno e Ibáñez; 18 ноября 1799, Санто-Доминго-де-ла-Кальсада — 25 ноября 1874, Мадрид) — испанский органист. Отец Ильдефонсо Химено.
Воспитывался в хоре мальчиков при кафедральном соборе Бургоса, затем в 1819—1824 гг. капельмейстер кафедрального собора в Паленсии. С 1829 г. капельмейстер королевской церкви Сан-Исидро в Мадриде. Автор пользовавшегося в Испании авторитетом учебника игры на органе, а также курса сольфеджио для Мадридской консерватории, где Химено многие годы преподавал.